# Die Schneeschwester (Film)
Die Schneeschwester (Originaltitel: Snøsøsteren, internationaler englischer Titel The Snow Sister) ist ein norwegischer Spielfilm aus dem Jahr 2024 mit Mudit Gupta und Celina Meyer Hovland von Regisseurin Cecilie A. Mosli. Das Drehbuch von Siv Rajendram Eliassen basiert auf dem Roman Die Schneeschwester. Eine Weihnachtsgeschichte von Autorin Maja Lunde und Illustratorin Lisa Aisato.

## Handlung
Bisher war Weihnachten für Julian ein Fest der Freude, zumal er da auch seinen Geburtstag feiert. Allerdings ist dieses Jahr alles anders, weil seine ältere Schwester Juni gestorben ist und die Familie um sie trauert. Auch Julian kommt über den Verlust kaum hinweg, auch weil seine Eltern nicht darüber sprechen wollen. Julian darf sich nicht einmal Bilder von ihr anschauen, weil die anderen damit nicht fertig werden.
Im Schwimmbad lernt Julian die etwa gleichaltrige und fröhliche Hedvig kennen. Sie ist ein Weihnachtsfan, bei ihr zu Hause sind alle Zimmer festlich geschmückt. Hedvig schafft es, Julian wieder auf andere Gedanken zu bringen. Um ihr Haus treibt sich mit Hendrick ein älterer Mann herum, der Julian ein Geheimnis offenbart, das Hedvig umgibt.

## Besetzung und Synchronisation
Die deutschsprachige Synchronisation übernahm die EVA Studios Germany GmbH. Dialogregie führte Pierre Peters-Arnolds, der auch das Dialogbuch schrieb. Die Übersetzung ist von "Ingo Sundmacher".
| Rolle         | Darsteller           | Synchronsprecher      |
| ------------- | -------------------- | --------------------- |
| Julian        | Mudit Gupta          | Anton Hoffmann        |
| Hedwig/Hedvig | Celina Meyer Hovland | Asya Tolaz            |
| Augusta       | Bal Advika           | Liya Tolaz            |
| Vater/Far     | Gunnar Eiriksson     | Konrad Bösherz        |
| Mamma/Mor     | Sampda Sharma        | Runa Aléon            |
| Henrik        | Jan Sælid            | Pierre Peters-Arnolds |
| John          | Ole Steinkjer Øyen   | Harrison Duffy        |

## Produktion und Veröffentlichung
Der Film wurde von Anonymous Content produziert, Produzent war Brede Hovland. Die Kamera führte John-Erling Holmenes Fredriksen, die Montage verantwortete Patrick Larsgaard. Das Szenenbild gestaltete Sunniva Rostad.
Die Musik zum Film stammt von Sindre Hotvedt und Jane Kelly. Das Lied Siste Dans wurde von Delara gesungen und gemeinsam mit Thomas Kongshavn, Synne Vo, Jane Kelly und Sindre Hotvedt geschrieben.
Auf Netflix wurde der Film am 29. November 2024 veröffentlicht.

## Rezeption
Oliver Armknecht bewertete den Film auf film-rezensionen.de mit fünf von zehn Punkten. Die Romanadaption spreche ernste Themen an, vor allem für einen Familienfilm. Das sei prinzipiell sehenswert und gut gespielt, leide aber an einer Inszenierung, die dick auftrage. Vor allem die aufdringliche Musik sei eine Zumutung.